# 清水健二

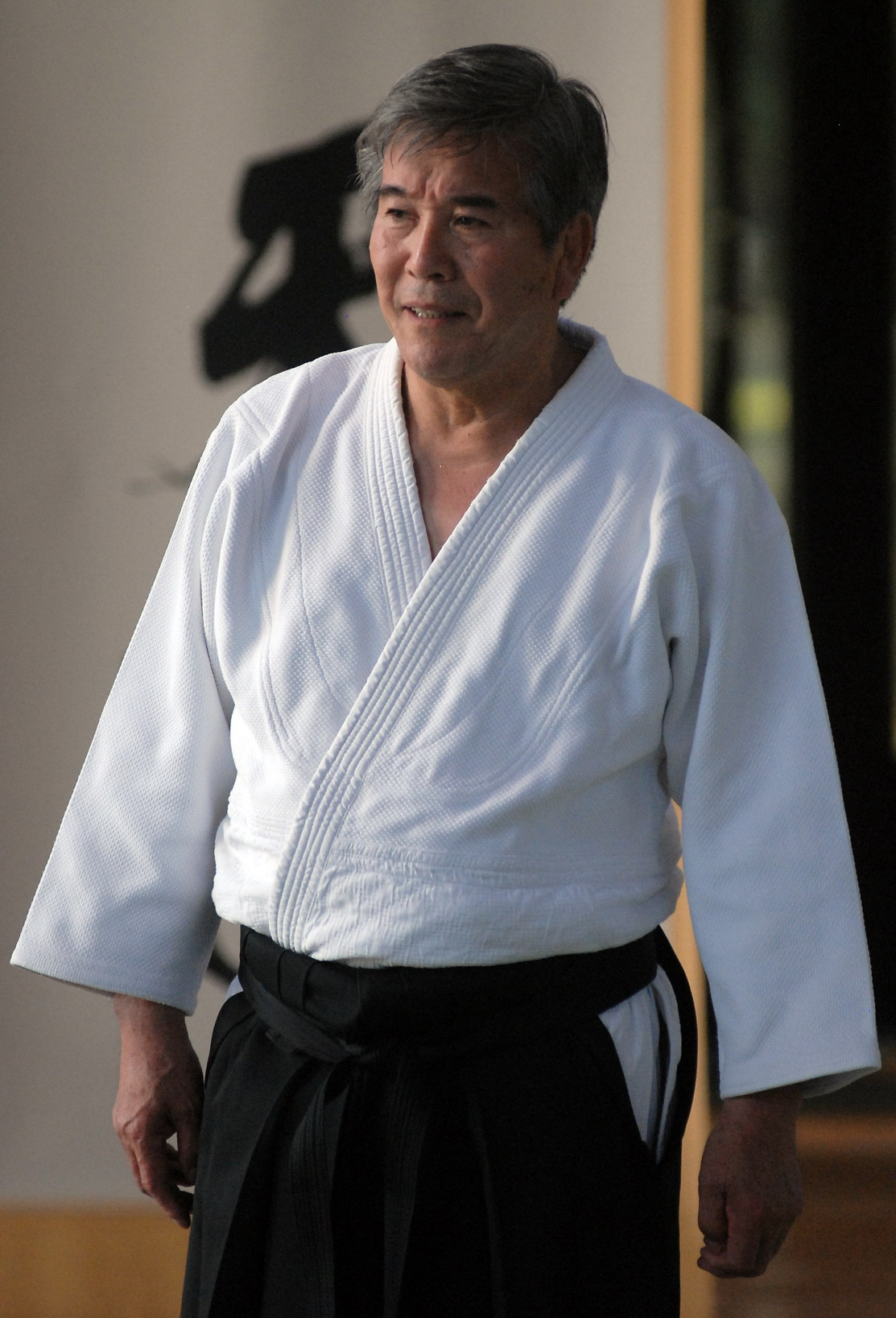

清水 健二（しみず けんじ、1940年 - ）は、福岡県出身の合気道家である。明治大学卒。合気道開祖植芝盛平の内弟子、合気道8段を経て清水道場として独立。現在、天道流合気道天道館管長。

## 年譜
- 1940年（昭和15年） - 福岡県嘉穂郡穂波町天道に生まれる。
- 1953年（昭和28年） - 13歳より柔道を始める。
- 1962年（昭和37年） - 明治大学を卒業。
- 1963年（昭和38年） - 柔道4段を印可される。合気道開祖植芝盛平の内弟子となる。後に合気道8段を許される。
- 1966年（昭和41年） - 国会合気会の初代師範に就任。
- 1969年（昭和44年） - 合気会本部より独立し、清水道場として活動を開始する。
- 1975年（昭和50年） - 自らの会派を天道流合気道天道館と改称する。
- 1978年（昭和53年） - 合気道の指導のため西ドイツ（現ドイツ）へ招聘される。以後、毎年合気道の指導に渡り、後にスロベニア、オランダ、ベルギー、オーストリア、フランスなどヨーロッパを中心に世界各地へ赴く。
- 1982年（昭和57年） - 三軒茶屋の天道館を本部道場とする。
- 1994年（平成6年） - 全ドイツ合気道連盟が天道流合気道の傘下に入る。創立25周年記念演武会を明治記念館で開催。
- 2002年（平成14年） - 海外での合気道普及活動が認められ、外務大臣表彰を受賞。園遊会に招待される。
- 2003年（平成15年） - 内閣総理大臣主催の「桜を見る会」に招待される。
- 2009年（平成21年） - 国内外の門弟を招聘し天道館創立40周年記念Tendo World Seminar 2009（伊豆下田ホテル観音温泉）開催。
- 2012年（平成24年） - Tendo World Seminar 2012（伊豆下田ホテル観音温泉）開催。
- 2015年（平成27年） - Tendo World Seminar 2015（伊豆下田ホテル観音温泉）開催。
- 2019年（令和元年） - 天道館創立50周年記念・Tendo World Seminar2019（伊豆下田ホテル観音温泉）及び祝賀会（東京・八芳園）開催。

## 関連出版物
- 『禅と合気道』（書籍/鎌田茂雄・清水健二共著）
- 『天道』（写真集）
- 『天道流合気道 天道』（ビデオ）
- 『清水健二と合気道』（DVD・ビデオ）